# Vejlerne
Vejlerne er et stort naturområde mellem Thisted og Fjerritslev på grænsen mellem Thy og Han Herred (tidligere også grænsen mellem Viborg Amt og Nordjyllands Amt). Området var oprindelig to fjordarme langs halvøen Hannæs i Limfjorden, som man forsøgte at inddæmme til landbrugsland i 1800-tallet. I 1912 opgav man afvandingen af fjordene, og området har siden udviklet sig til et flot naturområde med stor fuglerigdom, blandt andet Danmarks største bestand af ynglende grågæs (ca. 1.000 par), rørhøg og de truede arter rørdrum og sortterne. Området i sin helhed udgør omkring 150 km², hvoraf 60 km² oprindelig var dækket af vand. Det består i dag af søer, strandenge og udstrakte rørskove.
I de vestlige vejler ligger søerne Tømmerby Fjord på 790 ha, Vesløs Vejle og Arup Vejle på tilsammen 485 ha, og Østerild Fjord på 560 ha. I de østlige vejler ligger søerne Lund Fjord på 615 ha, Han Vejle 85 ha, Selbjerg Vejle på 900 ha, og den næsten afvandede Bygholm Vejle på 1.260 ha, hvor Bygholm Mølle har været anvendt som pumpemølle. 
I 1958 fredede de daværende ejere området, og i 1960 blev det udpeget som Danmarks største naturvidenskabelige reservat. I 1965 blev der bygget en ny effektiv centralsluse på Bygholmdæmningen der også fører hovedvej 11 over området; dette medvirkede til en vandstandssænkning i de østlige Vejler, og et forringet fugleliv i området, der dog stadig, udover at være yngleplads, har stor betydning som rasteplads for trækfugle.
Vejlerne er udpeget til RAMSAR-område og fuglebeskyttelsesområde og fra 1978 til 2003 drev Skov- og Naturstyrelsen (og senere Danmarks Miljøundersøgelser) en biologisk feltstation. Offentligt tilgængelige udsigtstårne er opført flere stede i udkanten af vandområderne. 
I dag ejes Vejlerne af Aage V. Jensen Naturfond.

## Eksterne kilder og henvisninger
- Naturstyrelsen: Reservatfolder for Vejlerne Arkiveret 21. maj 2014 hos  Wayback Machine
- Naturstyrelsen: Løgstør Bredning, Vejlerne og Bulbjerg Arkiveret 21. maj 2014 hos  Wayback Machine

57°4′N 9°0′Ø / 57.067°N 9.000°Ø